# Relaciones Chile-Chipre
Las relaciones Chile-Chipre son las relaciones internacionales entre la República de Chile y la República de Chipre.

## Historia

### SigloXX
Las relaciones diplomáticas entre Chile y Chipre fueron establecidas en junio de 1962. En 1999, James Holger Blair, un diplomático chileno, se desempeñó como Jefe de la Fuerza de las Naciones Unidas para el Mantenimiento de la Paz en Chipre (UNFICYP) por un año.

### SigloXXI
Desde 2003, producto de acuerdos de cooperación militar entre Chile y Argentina, se dispone el despliegue de una Fuerza Militar Conjunta con efectivos chilenos en UNFICYP, los que se relevan cada seis meses.

## Relaciones comerciales
En materia económica, el intercambio comercial entre ambos países ascendió a los 16 millones de dólares estadounidenses en 2023, lo que supuso un crecimiento promedio anual del 22,6% en los últimos cinco años. Los principales productos exportados por Chile a Chipre fueron salmones, vinos y sal marina, mientras que Chipre mayoritariamente exporta al país sudamericano medicamentos y generadores fotovoltaicos.

## Misiones diplomáticas
- La embajada de Chile en Grecia concurre con representación diplomática a Chipre.[6] Asimismo, Chile cuenta con un consulado honorario en Nicosia.[7]
- La embajada de Chipre en Brasil concurre con representación diplomática a Chile.[8]